# Jean Dermine
Jean Dermine, né le 15 mai 1950, est un parachutiste français.

## Palmarès
- Coupe du monde de précision aérienne d'atterrissage par équipes en 1998 (Vichy) (à 48 ans) ;
- Champion du monde de précision aérienne d'atterrissage par équipes en 1982 (Lucenec) ;
- Champion du monde de précision aérienne d'atterrissage individuel en 1976 (Rome) ;

- Vice-champion du monde de voltige individuel en 1984 (Vichy) ;
- Vice-champion du monde du combiné individuel en 1984 (Vichy) ;
- Vice-champion du monde du combiné par équipes en 1982 (Lucenec) ;
- 3e des championnats du monde du combiné par équipes en 1976 (Rome) ;

- 3e des championnats du monde du combiné individuel en 1976 (Rome), et 1980 (Kazanlak).

(nb : Isabelle Dermine a quant à elle été 3 fois 3e dans l'épreuve mondiale du combiné par nations, en 1996 (Bekercaba), 2000 (Ise-Toba), et 2001 (Armilla - Jeux mondiaux de l'Air), et également 3e dans l'épreuve mondiale de précision aérienne par équipes en 2000 (Ise-Toba)).

## Récompense
- Médaille de l'Académie des sports en 1976.